# Orden Real y Militar de San Jorge

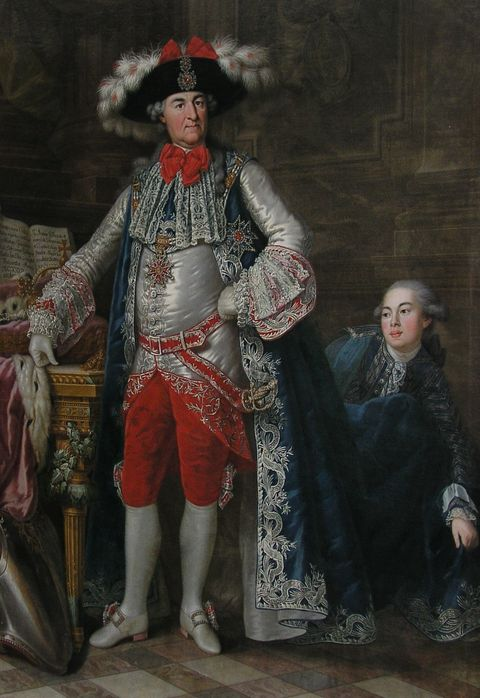
Carlos Teodoro de Baviera con el atuendo de Gran maestre de la Orden.

La Orden Real y Militar de San Jorge fue una orden militar de la Casa de Wittelsbach de Baviera.

## Historia
Esta orden se creó durante el tiempo de las cruzadas, y su fundador fue Otón III de Wittelsbach, duque de Baviera, que formó parte de aquellas expediciones a Tierra Santa. Sin duda fundó esta orden influido por las de los Templarios y Hospitalarios, que gozaban de gran reputación. Esta institución fue renovada en el año 1728, o según otras fuentes en el año 1729 por el elector Carlos Alberto de Baviera, que luego fue emperador del Sacro Imperio Romano Germánico con el nombre de Carlos VII. Al ser fundada se le dio el título de “Orden de los Caballeros defensores de la Inmaculada Concepción.” En 1778 fue el elector Carlos Teodoro del Palatinado-Sulzbach, que acababa de adquirir el electorado de Baviera en 1777 por la muerte sin sucesión de Maximiliano III José de Baviera, uniendo en su persona los territorios de las dos ramas de los Wittelsbach. Carlos Teodoro de Baviera y del Palatinado consiguió que esta orden fuese una de las más prestigiosas distinciones militares de sus dominios.

## Condecoración
Esta orden estaba dividida en tres clases: grandes cruces, comendadores y caballeros.
La divisa de los grandes cruces y comendadores era una cruz de oro de ocho puntas pometeadas, esmaltada de azur por delante y de gules por detrás. En el centro de y sobre el lado de esmalte de azur hay un medallón cargado de la imagen de la Inmaculada Concepción, y en el reverso un san Jorge a caballo, pisando al dragón. Los ángulos de la cruz están guarnecidos de losanges, que traen las cuatro iniciales V.I.B.I por las palabras: Virgini Inmaculata, Bavaria Inmaculata, y en el reverso las iniciales de las palabras: Justus Ut Palma Florebit.
El distintivo de los caballeros se diferencia en que en el reverso lleva un medallón blanco orlado de plata, con una cruz lisa de gules.
La condecoración está pendiente de una cinta azul con ribetes blancos y negros. La placa se llevaba al lado izquierdo, aunque el tamaño de cada clase está graduado por el tamaño.
El gran maestre de la orden era el elector, que desde 1805 fue rey de Baviera; y el gran prior debía de ser un príncipe de la familia real.
Para obtener esta orden era preciso hacer pruebas de nobleza.
Actualmente esta orden no se encuentra vigente.

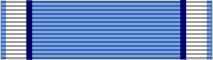
Cinta

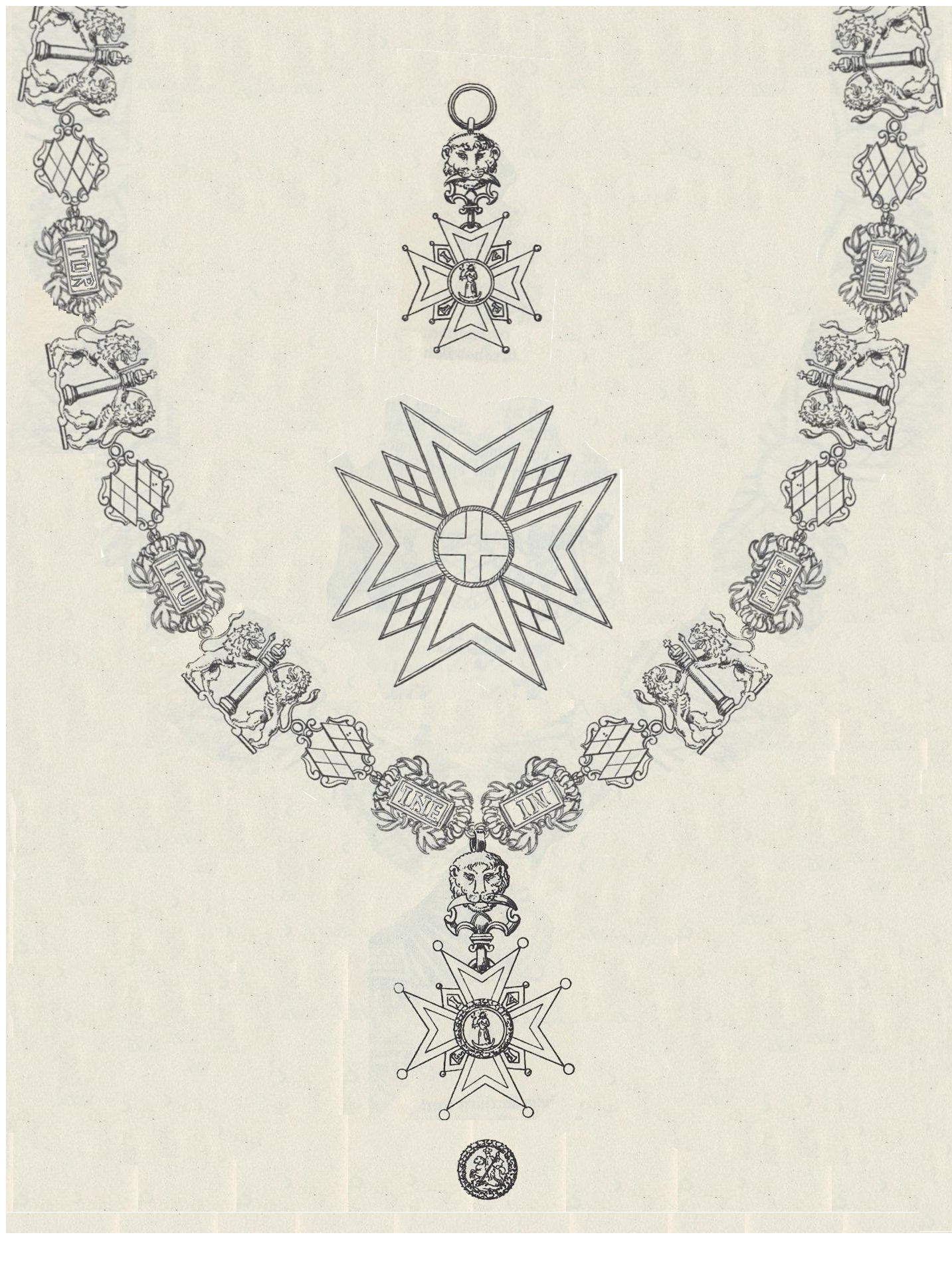
Collar de la orden

- Datos: Q439773
- Multimedia: Order of Saint George (Bavaria) / Q439773